# Ernesto Madero Vázquez
José Joaquín Ernesto del Sagrado Corazón de Jesús Madero Vázquez (* 26. November 1913 in Morelia, Michoacán; † 1996) war ein mexikanischer Journalist und Botschafter.

## Leben
Noch vor seinem Schulbesuch starb Ernesto Madero Vázquez Vater. Am Colegio de San Nicolás studierte er vier Jahre Ingenieurwesen. In seiner Jugend arbeitete er mit José Rubén Romero in einem Verlag mit Druckerei in Morelia. Madero war Mitglied in der „Liga de Escritores y Artistas Revolucionarios“. Als solcher trug er am 20. August 1936 eine Grußadresse auf dem ersten Congreso Latinoamericano de Estudiantes Socialistas in Guadalajara, Jalisco vor. Unter anderem entwarf er das Bild des heldenhafte Kampfes des kubanischen Volkes gegen die Krakenarme des verräterischen Militarismus, die den Kopf von Fulgencio Batista trägt.
Héctor Pérez Martínez, der Chefredakteur von El Nacional dem Organ von Präsident Lázaro Cárdenas del Río, entsandte Madero 1937 als Korrespondent in die Spanische Republik um über den spanischen Bürgerkrieg zu berichten. Seine Chroniken wurden auch in der Ruta dem Organ der juventudes socialistas de México und dem Grito veröffentlicht. Madero reiste als Vertreter der Universidad Obrera de México und weiter revolutionärer Jugendorganisationen. In einem Presseausweis vom Februar 1937 wurde ihm Zugang zu allen Abschnitten der Zentralfront für zehn Tage nach Maßgabe der jeweiligen Befehlshaber der Sektoren zugesagt. An der Front verstand er sich als Gehilfe von Oberst David Alfaro Siqueiros der 82ª brigada mixta des Ejército Republicano Español in Teruel. In Spanien interviewte er André Malraux. Im April 1937 nach Mexiko zurückgekehrt verfasste Madero auf Vorschlag der Confederación de Trabajadores de Méxicodes eine Broschüre mit dem Titel ‘México, Tribuna de la Paz’. Lázaro Cárdenas ernannte Madero 1938 zum Konsul in Barcelona.
Am 1. März 1939 wurde Madero als Kanzler dritten Grades an die Botschaft nach Havanna entsandt. Für die Einrichtung in Havanna wurden ihm 45,33 USD gewährt. Am 31. März 1939 kam er auf einem Dampfer der Ward Line in Begleitung seiner Frau und seiner Mutter nach Habanna und unterstellte sich den Anweisungen des Botschafters José Rubén Romero. Ebenfalls an der mexikanischen Botschaft in Habanna war zu dieser Zeit Luis Padilla Nervo akkreditiert. Als die Putschisten der Unión Militar Espanola im April 1939 in Spanien gesiegt hatten, flohen Hunderte Anhänger der Demokratie über Kuba. Zu diesen gehörten Niceto Alcalá-Zamora, José Giral Pereira Manuel Altolaguirre und María Zambrano. Romero war von 1939 bis 1944 in Havanna akkreditiert, wo 1940 der von ihm 1936 als Krakenkopf charakterisierte Fulgencio Batista zum Präsidenten gewählt wurde.
Nach dem Krieg trat er wieder in den diplomatischen Dienst ein, der ihn in die Sowjetunion führte. Dort stieg er bis zum zweiten Botschaftssekretär auf, bevor er 1962 nach Mexiko zurückberufen wurde.
Wegen seiner unschätzbaren Erfahrung wurde Ernesto Madero im September 1966 als Botschafter nach Ghana entsandt, wo er sein Beglaubigungsschreiben im Februar 1967 Präsident Addo überreichte. Zugleich sollt er sein Land bei den Regierungen von Marokko und Senegal als Botschafter vertreten. 1968 erlangte er die Akkreditierung als Botschafter in Marokko und 1970 zusätzlich als Botschafter in Senegal. Sein Amtssitz blieb Accra, bis er 1972 als Botschafter nach Manila ging.

## Veröffentlichungen
Ernesto Madero Vázquez veröffentlichte mehrere Schriften:
- El Político Indalecio Prieto”. Ed. Carteles, Mayo 25 de 1941
- La última Carta escrita en Veracruz; “Martí en México. Primicias del Apóstol” (Ed. Carteles, 1º Febrero de 1942)
- Vals Sobre las Olas, über den Komponisten Juventino Rosas

| Vorgänger                                   | Amt                                                                         | Nachfolger                            |
| ------------------------------------------- | --------------------------------------------------------------------------- | ------------------------------------- |
| José Maximiliano Alfonso de Rosenzweig Díaz | Mexikanischer Botschafter in Moskau 28. Dezember 1959 bis 11. Dezember 1961 | Gabriel Lucio Argüelles               |
| Rafael Fernando Fuentes Boettiger           | Mexikanischer Botschafter in Rabat 20. September 1968 bis 2. August 1972    | José Joaquín Bernal y García Pimentel |
| Pablo Padilla Ramírez                       | Mexikanischer Botschafter in Manila 15. Dezember 1972 bis 1. März 1974      | Roberto Molina Pasquel                |
| Celso Humberto Delgado Ramírez              | Mexikanischer Botschafter in Algier 13. September 1974 bis 5. April 1977    | Óscar González César                  |
| Celso Humberto Delgado Ramírez              | Mexikanischer Botschafter in Havanna 27. April 1977 bis 10. April 1980      | Gonzalo Martínez Corbalá              |
| Daniel Galán Méndez                         | Mexikanischer Botschafter in Warschau 3. Juni 1980 bis 2. März 1983         | Carlos González Parrodi               |